# Agathon eoasiaticus
Agathon eoasiaticus är en tvåvingeart som först beskrevs av Brodskij 1954.  Agathon eoasiaticus ingår i släktet Agathon och familjen Blephariceridae. Inga underarter finns listade i Catalogue of Life.